# Iglesia de Santa María (Aranda de Duero)
La iglesia de Santa María la Real es un templo católico de la localidad española de Aranda de Duero, en la provincia de Burgos. Fue construida entre el siglo XV y el siglo XVI.

## Inicio y final de la construcción
La iglesia actual está construida sobre una iglesia anterior, que era de estilo románico, de la que solo queda la torre. Se cree que el inicio de las obras se produjo en el año 1439 por los maestros de la diócesis de Osma. Debido a que en 1473 se celebra un concilio en la pequeña iglesia de San Juan (situada a unos 200 metros de la iglesia Santa María) se cree que la iglesia Santa María no estaba acabada. En 1503 se crea un plano de la villa en el que se ve claramente que está acabada, aunque no poseía la portada gótico isabelina del siglo XVI y algunos detalles.

## Descripción

### Interior

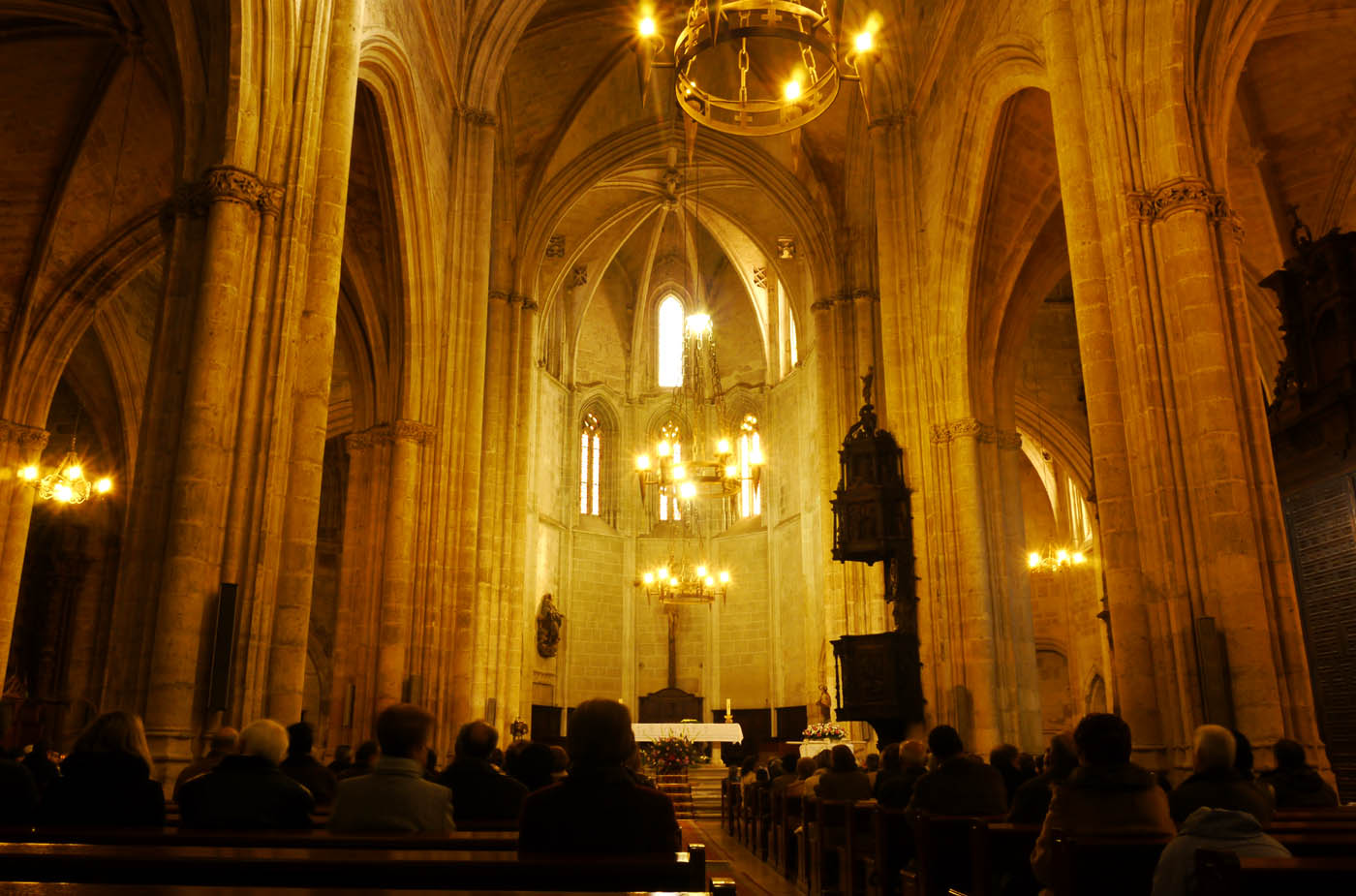
Interior de la iglesia.

La iglesia es de estilo gótico flamígero, con planta en forma de cruz latina de tres naves, más una cuarta que se añadió como dependencias para cofradías. Se desconoce el nombre del tracista. Antiguamente tenía tres capillas. La nave central y el transepto tienen el techo un poco más elevado que en le resto de la iglesia. La iglesia posee bóvedas de crucería gótica que se asientan en pilares fasciculados con columnas adosadas. Su presbiterio es de forma poligonal y tiene dos puertas a cada lado, con arcos campanales. La puerta que está en la parte de la nave de la epístola tiene un arco conopial decorado con bolas y puntas de diamante típicas de Gótico isabelino. Para que el sitio esté iluminado hay vidrieras de ventanales y rosetones. Algunas vidrieras y rosetones tienen imágenes humanas y son probablemente del siglo XVII. La escalera de subida el coro fue construida por Sebastián de la Torre en el año 1523. Hay un retablo renacentista del siglo XVI y destaca un púlpito de madera así como la escalera que conduce al coro, que es de estilo mudéjar. La capilla que alberga la pila bautismal está enmarcada en un pórtico renacentista con decoración de estilo grutesco.

#### Retablo mayor
Antiguamente la iglesia poseía ya un retablo, pero este se quemó en un incendio, por esta razón se solicitó la construcción del retablo actual. Este retablo fue encargado a los escultores Gabriel de Pinedo y Pedro Cicarte y a los pintores Clemente Sánchez y Bérnabé de la Serna. Está realizado con madera policromada. Se comenzó su realización en 1609 y se terminó en 1624. Tanto este retablo como su antecesor ocuparon el presbiterio. El nuevo retablo fue movido en el año 1962 por tres razones: el cambio de los usos litúrgicos a raíz del Concilio Vaticano II, la recuperación del aspecto original del ábside y por último para conseguir una mejor iluminación del templo al descubrir los tres ventanales que ocultaba el retablo. La estructura del retablo está formada por tres cuerpos, tres calles y dos entrecalles apoyadas en un banco, el cual está rematado por imágenes sobre los siguientes temas: la Presentación en el Templo, la visitación a su prima Santa Isabel, el Nacimiento de Cristo, la Circuncisión del Señor, la Adoración de los Reyes Magos y la Huida a Egipto. Es de estilo romanista (una de las etapas tardías del Renacimiento), por lo que adelanta algún aspecto del Barroco. La figura principal del retablo es la Virgen María, la cual aparece a lo largo de todo el retablo excepto en las entrecalles, las cuales tienen a los siguientes Santos destacados: San Pedro, San Pablo, Santiago, San Juan, San Andrés y un Santo que no se ha podido identificar. Antiguamente el retablo remataba con un calvario y varias imágenes de santos. Actualmente el crucificado preside el presbiterio. En las naves laterales se encuentran varias figuras, entre las que destacan la Virgen y San Juan, estas figuritas estuvieron colocadas anteriormente en el ático del retablo. En el primer cuerpo de la calle central actualmente hay una imagen de San Pedro en su Cátedra, pero no era así originalmente. En el segundo cuerpo hay una pintura de la Virgen con el Niño, antiguamente estaba la Asunción, la cual está situada ahora en el lado izquierdo del presbiterio, dado que es la patrona de la iglesia. En el cuerpo más alto hay una pintura de una Dolorosa, la cual sustituye a una Coronación de la Virgen por la Santísima Trinidad. En la localidad palentina de Santoyo existe un retablo muy parecido o igual a éste.

#### Púlpito
Hacia los años 1540 se decide realizar un nuevo púlpito con madera de nogal. Se cree que este es encargado a Miguel de Espinosa, Juan de Cambray y Francisco de Salamanca, aunque es posible que sea obra de Juan de Juni o Alonso Berruguete. Gracias al libro de Silverio Velasco se está seguro de que según los libros de la iglesia se pagó por el púlpito a Miguel de Espinosa y Juan de Cambray entre los años 1546 y 1547. También aparece el nombre de Francisco de Salamanca, para pintar el florón y a la Virgen de debajo del tornavoz. El púlpito tiene forma hexagonal y está apoyado en una delgada columna de orden clásico, se accede a él por unas escaleras estrechas. En él hay cinco relieves separados por frisos y pequeñas columnas. En el relieve del centro está San Juan Bautista y los otros cuatro están divididos en dos parte cada uno, en la de abajo aparece un padre de la Iglesia y en la de arriba un evangelista con su símbolo. Hay una pared adosada a otra pared que une al púlpito con el tornavoz. En la parte inferior de esta pared esta la imagen de Ecce Homo y arriba de esta está el escudo del obispo Acosta, quien se cree que fue el patrocinador. En cada lado de la parte superior hay dos aletones que tenían una función acústica, son de sección cuadrangular, en su parte inferior se representa a Eva y Adán. El tornavoz se divide en dos cuerpos. En el inferior hay diez santos representados, se cree que algunos son San Andrés, San Juan, San Pedro, Santiago, San Mateo. Todos con un libros menos San Juan. El segundo y superior cuerpo está ocupado por cinco santas, se cree que pueden ser Santa Bárbara, Santa Lucía, Santa Catalina, Santa Inés y Santa Cecilia. Lo remata la figura de la Virgen pisando una media luna. Este púlpito ha sido relacionado con el trascoro de la catedral de Palencia.

#### Escalera de subida al coro

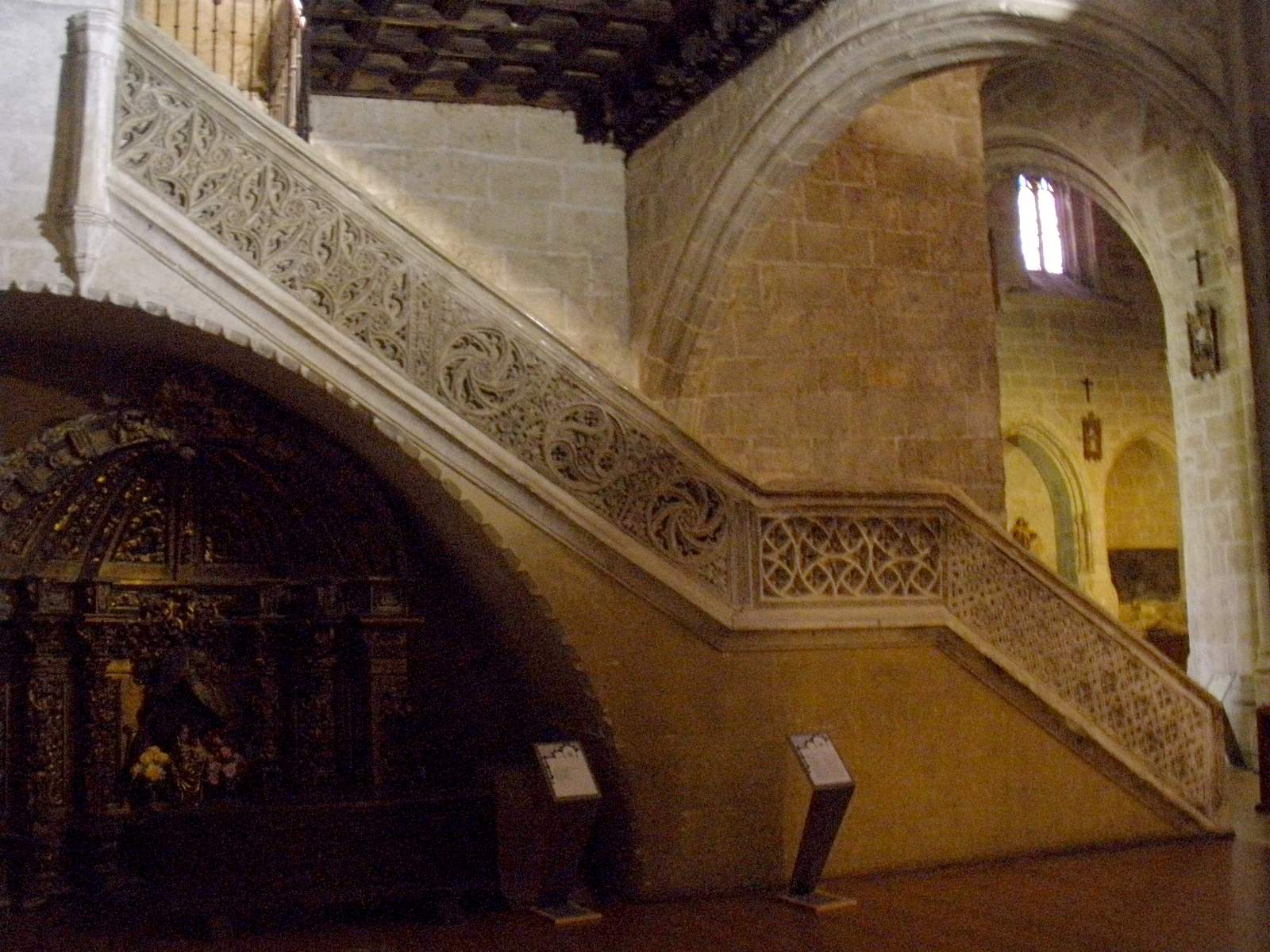
La escalera de subida al coro.

Hacía 1520 se decide sustituir la vieja escalera de caracol, hecha de madera, por una escalera más impresionante que demostrara el esplendor económico que vivía Aranda en esa época. De estilo gótico flamígero, la escalera se realizó en torno a 1523. Se ha dudado mucho quién fue el creador de la obra. El historiador Mayer cree que Simón de Colonia pudo ser el autor de la obra, lo que no es nada probable, porque por 1520 ya había fallecido. Pedro Sanz Abad piensa que el autor pudo ser el hijo de Simón, Francisco de Colonia. También se ha dicho que el autor pudo ser Sebastián de la Torre, puesto que en los libros de la iglesia pone que fue pagado. Además, es posible que contara con Juan de la Torre, que probablemente era su hermano. Los dos juntos realizaron la galería alta situada en la fachada sur unos años después. La barandilla de la escalera está formada por tres tramos con cuatro paneles.
El primer tramo es inclinado y da paso al descansillo. El panel de este tramo es el más original y es de estilo mudéjar. La decoración está formada por lazos. Los trazos se entrecruzan y forman estrellas de ocho picos en las que se insertan unos florones que en la parte baja han desaparecido. Esto ha llevado a pensar que quizás el apellido "de la Torre" tuviera ascendencia mudéjar.
El segundo tramo corresponde al descansillo y está paralelo al suelo. Está decorado con circunferencias que están entrelazadas sobre un fondo calado, imitando formas vegetales. Este tipo de decoración es típica del gótico glorido. Este panel es igual a uno de los de la escalera de la iglesia de San Nicolás de Bari en Sinovas (realizada también por Sebastián de la Torre).
El tercer tramo es inclinado y está dividido en dos paneles. El primero posee una decoración basada en tres roleos con formas vegetales en el calado, también típica del Gótico Florido. El segundo panel tiene una decoración más abundante también con un calado vegetal.
La escalera tenía una escalera gemela en la nave de la epíscola algo más estrecha de caja. Pero está escalera gemela no permaneció después de la limpieza hecha en la iglesia en 1962, aunque si quedó un fragmento muy cerca del coro en el que se ve un panel que es casi igual al tercero de la escalera gemela y que está basado en roleos. La escalera está construida con estuco, material más duro e impermeable que el yeso. Sebastián de la Torre realizó esta obra tres años después de realizar la escalera de la iglesia de San Nicolás de Bari en Sinovas, debido a esto ha corregido muchos errores, como el pasamanos, que en la iglesia de Sinovas no es lo suficiente alto y en la de Aranda sí.

#### Cristo yacente
El cristo de la iglesia es de autor anónimo, pero está realizado por la algún antiguo miembro de la escuela vallisoletana. Está hecho de madera policromada y data del siglo XVII. Sus proporciones son de un hombre adulto. Es una talla de mucha calidad realizada de forma suave y modelada. En realidad este cristo es anterior al siglo XVII, pero es en este siglo cuando se decide articularle los hombros para que pueda celebrar la ceremonia del Descendimiento. Además de esto, también se le inclinó la cabeza hacia delante a la derecha y se le colocó una arandela en la espalda para poder adosarle a la cruz y se le cubrieron los párpados de los ojos con cera para dar la impresión de que estaba muerto.

#### Retablos barrocos
Debajo de la zona del coro hay cuatro retablos barrocos. Estos datan de la primera mitad del siglo XVIII y estuvieron adosados a columnas de la iglesia situadas a ambos lados del presbiterio. El traslado de los retablos a su posición actual se realizó en 1962.
El retablo dedicado a San Pedro en su cátedra está situado debajo de la escalera. Su talla se colocó en el retablo mayor para ocupar el hueco en el que estaba antes la talla de Nuestra Señora de la Asunción, colocada actualmente en el presbiterio. En este retablo barroco se colocó en su lugar una talla pequeña de la Virgen del Pilar.
El retablo dedicado a San Miguel Arcángel. En él hay una talla de San Miguel y tres pinturas: San Miguel en lucha con el demonio, La balanza de la Justicia y San Rafael acompañando al ciego Tobías.
El retablo de la Sagrada Familia. En él había una imagen del Niño Jesús, que desapareció en 1975, ha sido sustituida por una imagen de San Antonio de Padua. Tiene también tres pinturas que citan a la Presentación del Niño Jesús en el templo, La Anunciación y La Huida a Egipto.
El retablo dedicado a San Cristóbal. Posee una imagen de Santa Lucía.

#### Otros elementos
- Altar
- Cristo crucificado
- Pilas de agua bendita

### Exterior

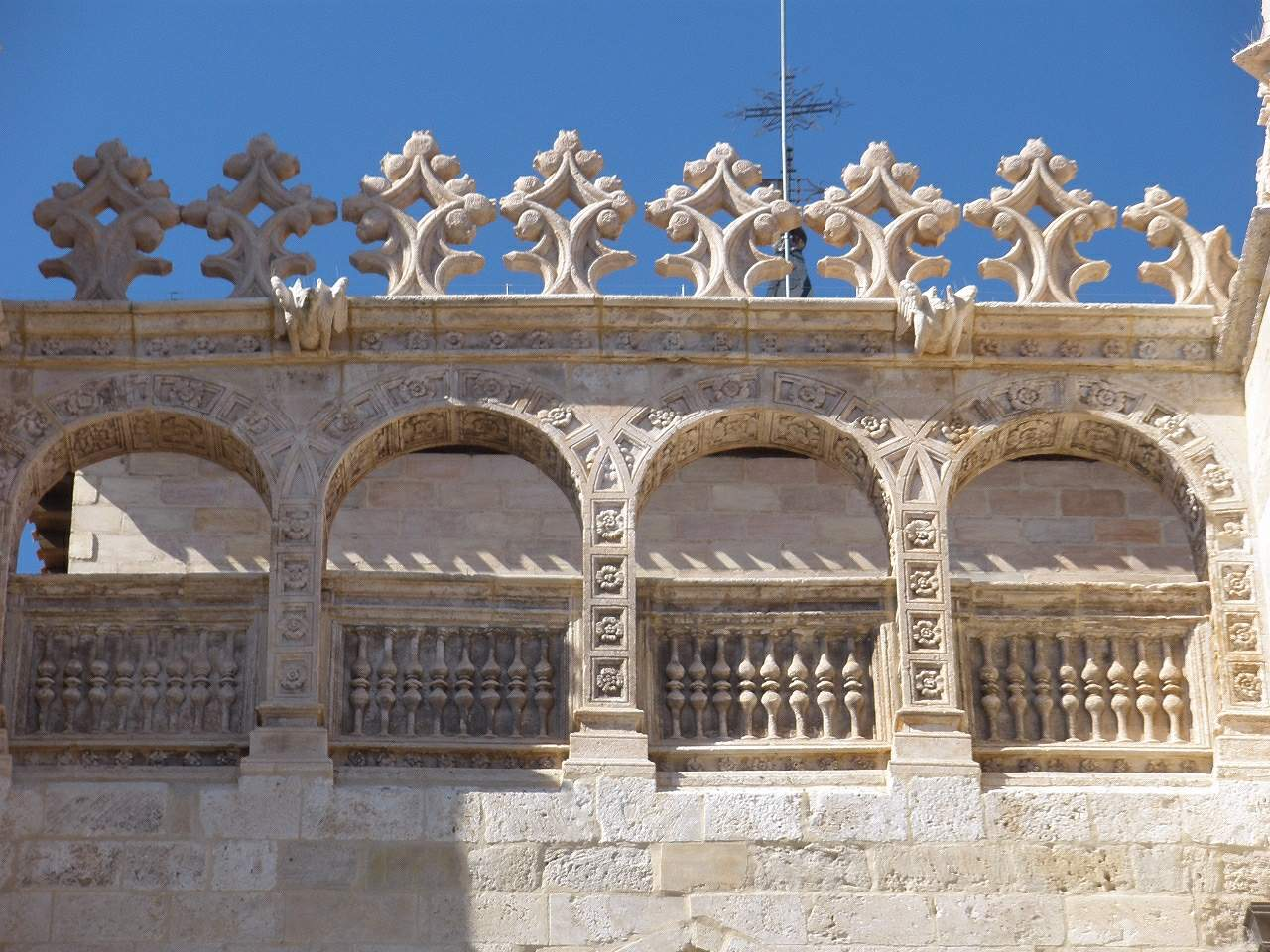
La galería renacentista situada en el último tramo de la fachada rompe la unidad gótica del edificio.

Tiene un aspecto tan grande y majestuoso que se puede confundir con una catedral. Hace poco tiempo la torre y la fachada fueron restaurados.

#### Torre
Perteneciente a la iglesia de estilo románico anterior a la gótico, formaba parte del sistema defensivo de Aranda de Duero, que la construyó en el siglo XII como posible defensa de la villa ante las intrigas de los nobles o reyes. Aún a día de hoy son visibles los modillones salientes en el último de sus tres cuerpos, que sostenían el antepecho de la almena, uno de los puntos fuertes de la población amurallada. Más tarde fue cubierta con chapitel.

#### Fachada gótico-isabelina

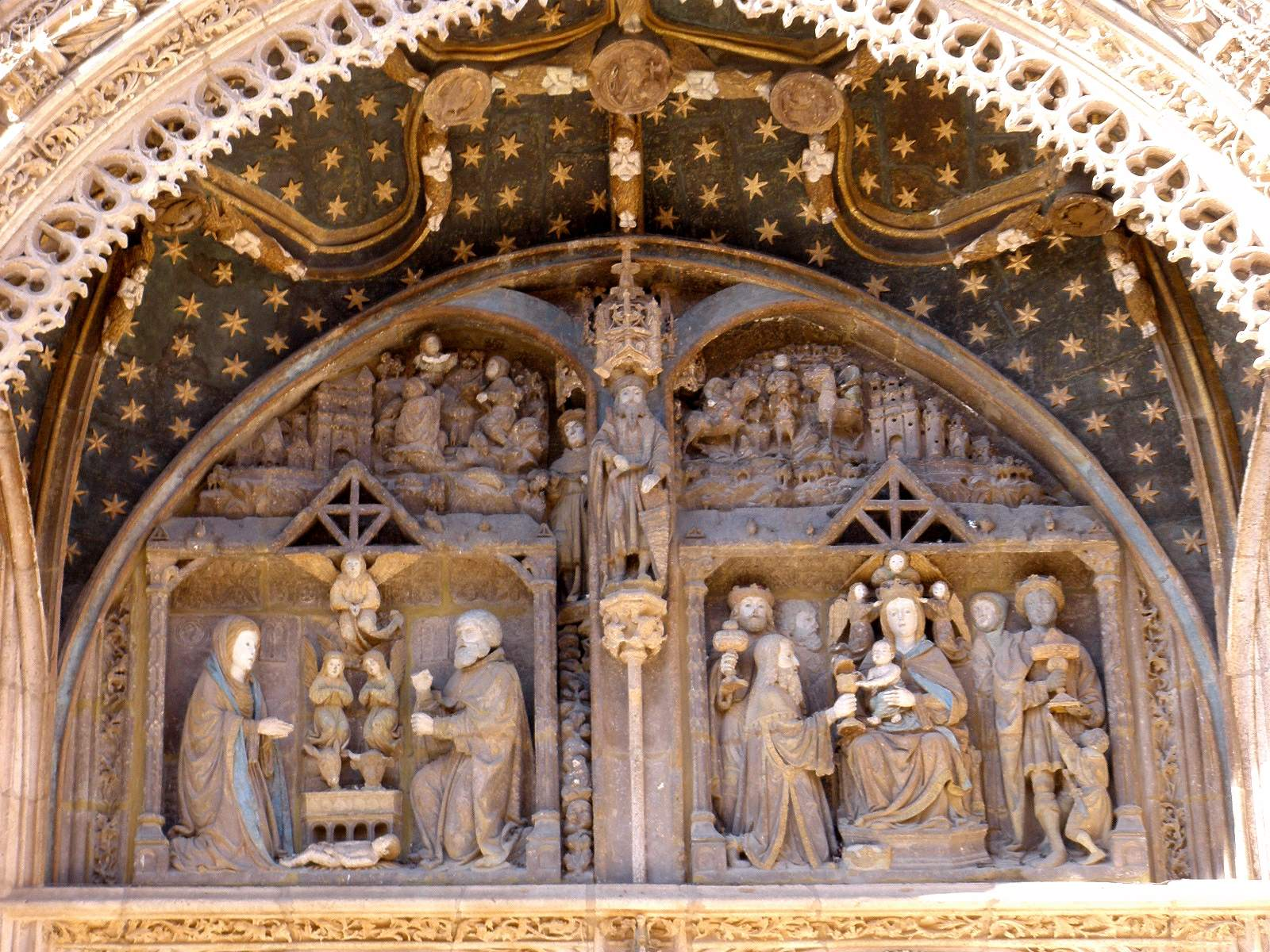
Detalle del tímpano.

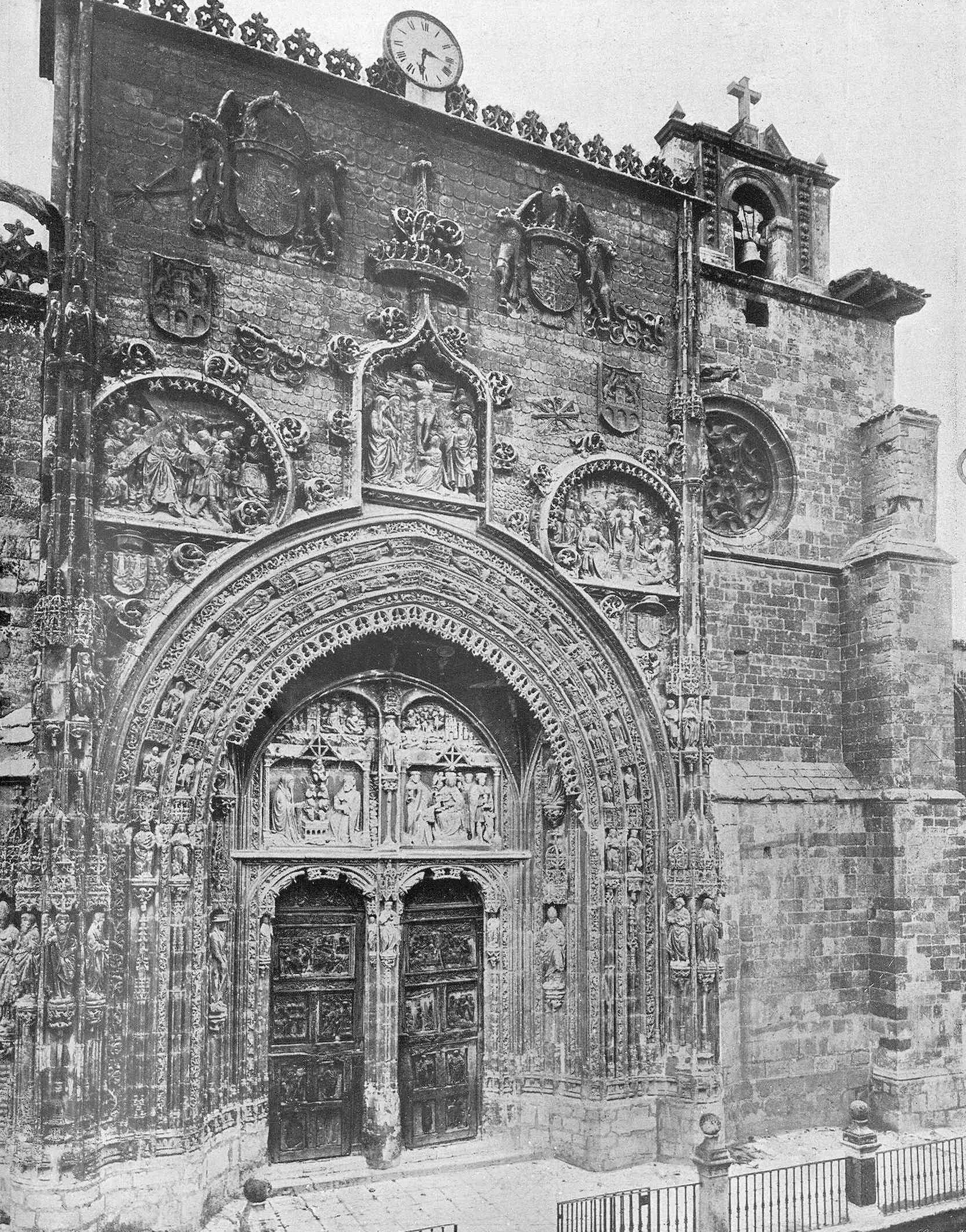
Fotografía de comienzos del de la fachada. Se observa un reloj en lo alto de la misma.

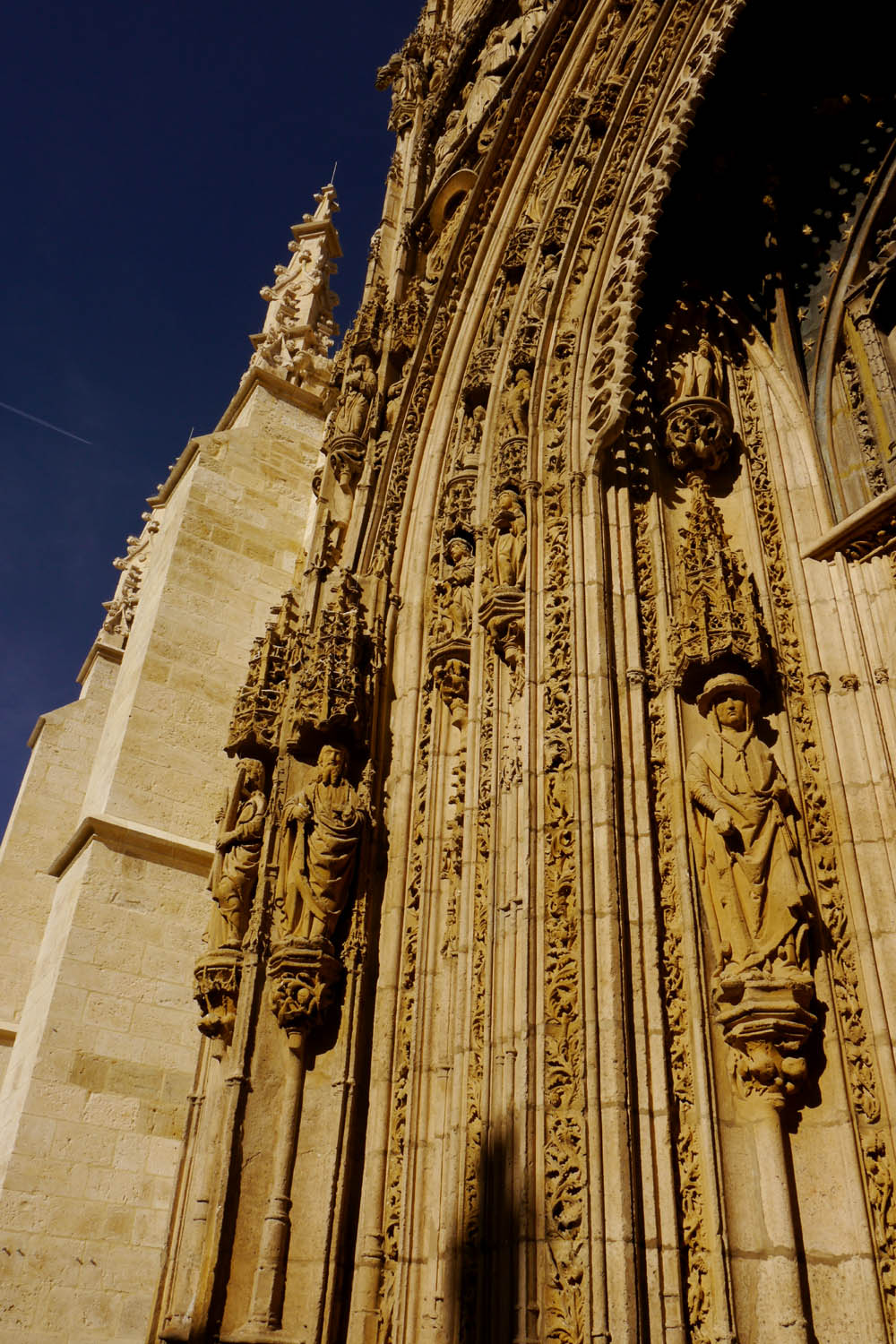
Detalle de las jambas.

Posee una fachada gótico-isabelina construida por Simón de Colonia, Juan de Gumas, Juan de Nóveda y un familiar de este último, aunque se cree que el que la terminó fue un hijo de Simón de Colonia, Francisco de Colonia. Esta fachada de ha convertido en uno de los emblemas de Aranda de Duero. Fue iniciada antes del año 1500 y terminada por el 1515, siendo la mejor muestra del esplendor económico de la ciudad en esa época. Es una obra del gótico tardía y cumple las funciones decorativa y teológica. La fachada tiene algunas zonas de los extremos cobijadas por un arco apuntado y el conjunto de la portada está coronado por una crestería. La figura central representa la escena del Calvario, esculpida en el hueco que deja una ampliación del arco exterior de la ojiva y a tamaño natural. A ambos lados del Calvario hay dos medallones que representan la Cruz a cuestas y la Resurrección del Señor, formados por baquetón de festón calado. Sobre ellos se sitúan dos escudos de Aranda en relieve. Y más arriba se hallan los escudos reales sostenidos por leones con águilas al lado. Entre los escudos arandinos y los reales están el yugo y las flechas, símbolos de la unión de Castilla y Aragón en Aranda de Duero. El arco de entrada es ojival, con festón calado. Hay una archivolta múltiple en la que hay labradas cardinas con animalitos fantásticos, que se alternan con dos órdenes de pequeñas capillitas de delicada filigrana en las que se representan un total de 28 santos y santas, algunos no identificados.

En el triángulo inferior, debajo de cada uno de los medallones laterales, se hallan los escudos del obispo de Osma Alonso Enríquez, primo de los reyes y que posiblemente fue el que dirigió el encargo de estos y contribuyó con sus donativos.

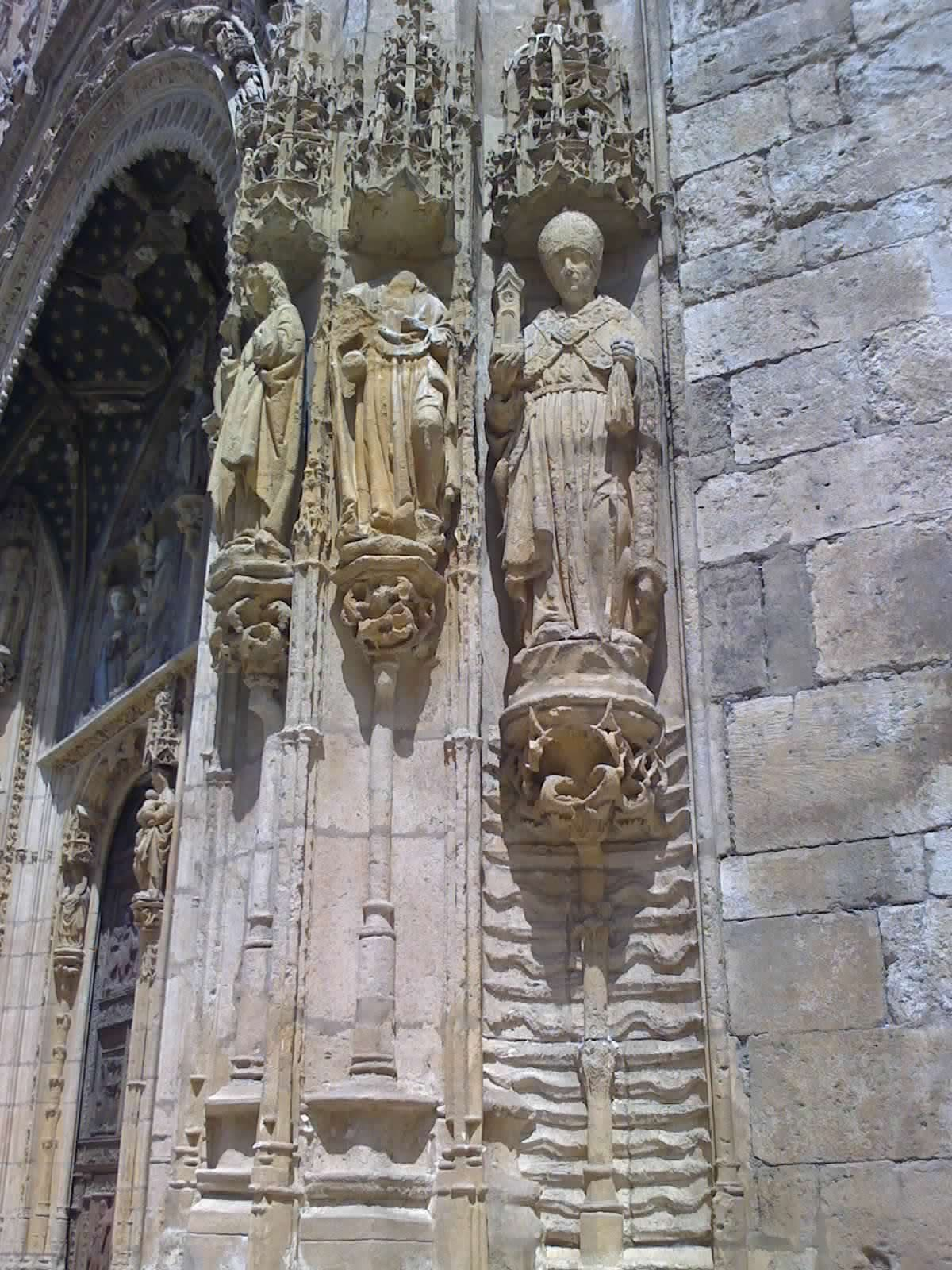
Esculturas de los Cuatro Padres de la Iglesia de Occidente san Ambrosio, san Jerónimo, san Agustín y san Gregorio Magno. Situadas en el cuerpo inferior del pináculo derecho de la fachada.

La fachada está flanqueada por dos pináculos que poseen dos series de imágenes de santos, cubiertas en repisas apoyadas en repisas.
Las dos puertas que cierran los dos vanos formados por el parteluz son totalmente renacentistas y de madera de nogal. El parteluz posee en el frente una imagen de la virgen y sobre él se apoyan dos arcos rebajados que sostienen el tímpano, en el que hay cuatro escenas esculpidas en altorrelieve (en el sentido de las agujas del reloj, comenzando por la esquina superior izquierda): el anuncio del ángel a los pastores, cabalgata de los Reyes Magos, la adoración de los reyes a Jesús y el Nacimiento de Jesús.
Cada puerta está dividida en cuatro cuerpos, en cada cuerpo hay dos esculturas excepto en los superiores, en los que hay una en cada uno. Hay en total hueco para catorce representaciones, las cuales son San Pedro, San Pablo, San Juan, San Andrés, los Ángeles Cantores, la imposición de la casulla por la Virgen a San Ildefonso, la oración de Jesús en el Huerto, el Prendimiento de Jesús, la Entrada en Jerusalén, la Última Cena y el escudo de Pedro Álvarez de Acosta, obispo de Osma, posterior a Alonso Enríquez, que también fue donante. Los bajorrelieves originales de las puertas están en el Museo Sacro, dado su deterioro, y han sido sustituidos por copias fidedignas.

## Exposición Las edades del hombre
En 2014 albergó la XIX edición de la serie de exposiciones de Las Edades del Hombre junto con la iglesia de San Juan, situada también en el centro de la ciudad. Las exposiciones coincidieron con el V centenario de la finalización de la fachada de estilo gótico isabelino de la Iglesia de Santa María la Real, terminada según los expertos entre 1514 y 1516. Durante sus más de siete meses de duración, la exposición atrajo a más de 300 000 visitantes.

## Información útil
Horarios de visita:
- Martes a domingo: 10 a 14 y 17 a 19 h; lunes: Cerrado.